# Euroleague Basketball 2017-2018 - Final Four
Le Final Four della Euroleague Basketball 2017-2018 sono state la 61ª edizione delle finali del principale torneo di pallacanestro per club, la 18ª edizione da quando la competizione viene organizzata dalla Euroleague Basketball. È stata la 31ª Final Four della moderna EuroLeague e la 33ª edizione della competizione che si è conclusa con il formato della finale a quattro squadre.
Le partite della Final Four 2018 si sono svolte alla Štark Arena di Belgrado il 18 ed il 20 maggio 2018.

## Sede
Il 26 ottobre 2016, Euroleague Basketball annuncia che le Final Four per la stagione 2017-2018 si terranno alla Štark Arena di Belgrado. Il palazzetto è stato progettato per ospitare eventi sportivi, eventi culturali e molto altro. Queste Final Four sono le prime che si terranno a Belgrado ed anche in tutto il territorio serbo. La superficie totale dell'arena è di 48.000 metri quadrati. Per gli eventi sportivi, la Štark Arena può ospitare fino a 18.386 spettatori, oltre ad avere 70 tribune VIP per un totale di 860 posti a sedere. Il costo stimato per la costruzione dell'Arena è di 70 milioni di euro. La Štark Arena fa parte della European Arenas Association (EAA).
| Belgrado               | Belgrado (Europa) |
| Štark Arena            | Belgrado (Europa) |
| Posti a sedere: 18.386 | Belgrado (Europa) |
|                        | Belgrado (Europa) |

## Percorso verso le Final Four
| Squadra         | Regular season | Regular season | Regular season |                | Play-off | Play-off |
| Squadra         | Gruppo         | V              | P              | Avversaria     | Serie    |          |
| --------------- | -------------- | -------------- | -------------- | -------------- | -------- | -------- |
| CSKA Mosca      | 1ª             | 24             | 6              | Chimki         | 3–1      |          |
| Fenerbahçe      | 2ª             | 21             | 9              | Saski Baskonia | 3–1      |          |
| Real Madrid     | 5ª             | 19             | 11             | Panathīnaïkos  | 1–3      |          |
| Žalgiris Kaunas | 6ª             | 18             | 12             | Olympiakos     | 1–3      |          |

### Tabellone
|  | Semifinali      | Semifinali      | Semifinali |            |             | Finale          | Finale          | Finale          |  |
|  |                 |                 |            |            |             |                 |                 |                 |  |
|  | CSKA Mosca      | CSKA Mosca      | 83         |            |             |                 |                 |                 |  |
|  | CSKA Mosca      | CSKA Mosca      | 83         |            |             |                 |                 |                 |  |
|  | Real Madrid     | Real Madrid     | 92         |            |             |                 |                 |                 |  |
|  | Real Madrid     | Real Madrid     | 92         |            | Real Madrid | Real Madrid     | 85              |                 |  |
|  |                 |                 |            |            | Real Madrid | Real Madrid     | 85              |                 |  |
|  |                 |                 | Fenerbahçe | Fenerbahçe | 80          |                 |                 |                 |  |
|  | Fenerbahçe      | Fenerbahçe      | Fenerbahçe | Fenerbahçe | 80          | 76              |                 |                 |  |
|  | Fenerbahçe      | Fenerbahçe      |            |            |             | 76              |                 |                 |  |
|  | Žalgiris Kaunas | Žalgiris Kaunas | 67         |            |             | Finale 3º posto | Finale 3º posto | Finale 3º posto |  |
|  | Žalgiris Kaunas | Žalgiris Kaunas | 67         |            |             |                 |                 |                 |  |
|  |                 |                 |            |            |             |                 |                 |                 |  |
|  |                 |                 |            |            |             | CSKA Mosca      | CSKA Mosca      | 77              |  |
|  |                 |                 |            |            |             | CSKA Mosca      | CSKA Mosca      | 77              |  |
|  |                 |                 |            |            |             | Žalgiris Kaunas | Žalgiris Kaunas | 79              |  |

## Semifinali

### Fenerbahçe - Žalgiris
I campioni in carica del Fenerbahçe tornano alle Final Four per la terza volta consecutiva. Guidati da Željko Obradović, allenatore con il maggior numero di Final Four vinte, il Fenerbahce ha sconfitto agevolmente per 3-1 il Saski Baskonia nei quarti di finale.
Lo Žalgiris Kaunas si è qualificata per la prima volta negli ultimi venti anni alle Final Four, dopo aver partecipato e vinto la FIBA Euroleague 1998-1999. Il club lituano ha vinto per 3-1 contro l'Olympiakos, nonostante il fattore casa sfavorevole.
| Arbitri: | Daniel Hierrezuelo Sreten Radovic Olegs Latisevs |

|                                  |            |                              |
| Muhammed 19 Datome 16 Sloukas 14 | Punti      | 16 Pangos 12 Davies 10 White |
| Melli 6                          | Assist     | 4 Pangos, Micić              |
| Düverioğlu 5                     | Rimbalzi   | 11 Davies                    |
| Željko Obradović                 | Allenatori | Šarūnas Jasikevičius         |

| Quintetto titolare | Quintetto titolare | Quintetto titolare | Pt   | Rim  | Ass  |
| ------------------ | ------------------ | ------------------ | ---- | ---- | ---- |
| P                  | 11                 | Brad Wanamaker     | 9    | 1    | 3    |
| G                  | 23                 | Marko Gudurić      | 0    | 0    | 1    |
| AP                 | 33                 | Nikola Kalinić     | 2    | 1    | 2    |
| AG                 | 24                 | Jan Veselý         | 8    | 3    | 0    |
| C                  | 44                 | Ahmet Düverioğlu   | 4    | 5    | 0    |
| Panchina:          |                    |                    |      |      |      |
| AG                 | 1                  | Jason Thompson     | 0    | 2    | 0    |
| AG                 | 4                  | Nicolò Melli       | 4    | 3    | 6    |
| G                  | 10                 | Melih Mahmutoğlu   | n.e. | n.e. | n.e. |
| P                  | 16                 | Kōstas Sloukas     | 14   | 1    | 3    |
| AP                 | 21                 | James Nunnally     | 0    | 0    | 1    |
| P                  | 35                 | Ali Muhammed       | 19   | 1    | 0    |
| AP                 | 70                 | Luigi Datome       | 16   | 2    | 0    |
| Allenatore:        |                    |                    |      |      |      |
| Željko Obradović   |                    |                    |      |      |      |

| Fenerbahçe |  | Žalgiris |

| Fenerbahçe    | Statistics         | Žalgiris      |
| ------------- | ------------------ | ------------- |
|               | Statistics         |               |
| 24/42 (57,1%) | Tiro da 2          | 21/40 (52,5%) |
| 7/18 (38,9%)  | Tiro da 3          | 2/10 (20%)    |
| 7/11 (63,6%)  | Tiri liberi        | 19/27 (70,4%) |
| 9             | Rimbalzi offensivi | 16            |
| 13            | Rimbalzi difensivi | 21            |
| 22            | Rimbalzi totali    | 37            |
| 16            | Assist             | 13            |
| 10            | Palle perse        | 20            |
| 13            | Palle rubate       | 5             |
| 3             | Stoppate           | 2             |
| 27            | Falli              | 19            |

| Quintetto titolare   | Quintetto titolare | Quintetto titolare   | Pt   | Rim  | Ass  |
| -------------------- | ------------------ | -------------------- | ---- | ---- | ---- |
| P                    | 3                  | Kevin Pangos         | 16   | 5    | 4    |
| G                    | 92                 | Edgaras Ulanovas     | 7    | 3    | 0    |
| AP                   | 6                  | Axel Toupane         | 6    | 1    | 1    |
| AG                   | 13                 | Paulius Jankūnas     | 4    | 4    | 0    |
| C                    | 0                  | Brandon Davies       | 12   | 11   | 2    |
| Panchina:            |                    |                      |      |      |      |
| P                    | 9                  | Beno Udrih           | 2    | 1    | 0    |
| C                    | 19                 | Martynas Sajus       | n.e. | n.e. | n.e. |
| G                    | 21                 | Artūras Milaknis     | 0    | 0    | 1    |
| G                    | 22                 | Vasilije Micić       | 5    | 1    | 4    |
| AG                   | 30                 | Aaron White          | 10   | 6    | 0    |
| C                    | 44                 | Antanas Kavaliauskas | 5    | 2    | 1    |
| P                    | 66                 | Paulius Valinskas    | n.e. | n.e. | n.e. |
| Allenatore:          |                    |                      |      |      |      |
| Šarūnas Jasikevičius |                    |                      |      |      |      |

### CSKA Mosca - Real Madrid
I campioni russi del CSKA Mosca partecipano per la settima volta consecutiva alle Final Four. La guardia del CSKA Sergio Rodríguez Gómez giocherà la semifinale contro la sua ex-squadra, con cui ha vinto l'Eurolega nel 2015 ed è stato nominato MVP nella finale precedente.
Il Real Madrid giocherà la sua quarta Final Four negli ultimi cinque anni. La partita sarà la rivincita della finalina dell'edizione precedente. Durante la regular season, entrambe le squadre hanno vinto le rispettive partite in casa.
| Arbitri: | Luigi Lamonica Robert Lottermoser Matej Boltauzer |

|                                         |            |                                               |
| de Colo 20 Clyburn, Hines 16 Higgins 15 | Punti      | 16 Dončić, Llull 12 Ayón, Thompkins 9 Carroll |
| Rodríguez 6                             | Assist     | 5 Llull                                       |
| Hines 9                                 | Rimbalzi   | 11 Ayón                                       |
| Dīmītrīs Itoudīs                        | Allenatori | Pablo Laso                                    |

| Quintetto titolare | Quintetto titolare | Quintetto titolare | Pt | Rim | Ass |
| ------------------ | ------------------ | ------------------ | -- | --- | --- |
| P                  | 13                 | Sergio Rodríguez   | 5  | 2   | 6   |
| G                  | 22                 | Cory Higgins       | 15 | 2   | 3   |
| AP                 | 41                 | Nikita Kurbanov    | 7  | 1   | 0   |
| AG                 | 11                 | Semën Antonov      | 0  | 0   | 0   |
| C                  | 44                 | Othello Hunter     | 4  | 7   | 0   |
| Panchina:          |                    |                    |    |     |     |
| P                  | 1                  | Nando de Colo      | 20 | 1   | 1   |
| C                  | 3                  | Victor Rudd        | 0  | 0   | 0   |
| G                  | 7                  | Vitalij Fridzon    | 0  | 0   | 0   |
| AG                 | 20                 | Andrej Voroncevič  | 0  | 1   | 1   |
| AP                 | 21                 | Will Clyburn       | 16 | 7   | 2   |
| AG                 | 31                 | Viktor Chrjapa     | 0  | 1   | 0   |
| C                  | 42                 | Kyle Hines         | 16 | 9   | 1   |
| Allenatore:        |                    |                    |    |     |     |
| Dīmītrīs Itoudīs   |                    |                    |    |     |     |

| CSKA Mosca |  | Real Madrid |

| CSKA Mosca    | Statistiche        | Real Madrid   |
| ------------- | ------------------ | ------------- |
|               | Statistiche        |               |
| 18/44 (40,9%) | Tiro da 2          | 17/34 (50%)   |
| 10/24 (41,7%) | Tiro da 3          | 12/27 (44,4%) |
| 19/20 (95%)   | Tiri liberi        | 22/35 (62,9%) |
| 13            | Rimbalzi offensivi | 14            |
| 25            | Rimbalzi difensivi | 29            |
| 38            | Rimbalzi totali    | 43            |
| 14            | Assist             | 20            |
| 13            | Palle perse        | 13            |
| 4             | Palle rubate       | 6             |
| 3             | Stoppate           | 5             |
| 29            | Falli              | 22            |

| Quintetto titolare | Quintetto titolare | Quintetto titolare | Pt | Rim | Ass |
| ------------------ | ------------------ | ------------------ | -- | --- | --- |
| P                  | 7                  | Luka Dončić        | 16 | 7   | 2   |
| G                  | 11                 | Facundo Campazzo   | 0  | 1   | 1   |
| AP                 | 44                 | Jeffery Taylor     | 3  | 1   | 0   |
| AG                 | 9                  | Felipe Reyes       | 5  | 2   | 0   |
| C                  | 14                 | Gustavo Ayón       | 12 | 11  | 1   |
| Panchina:          |                    |                    |    |     |     |
| G                  | 1                  | Fabien Causeur     | 6  | 2   | 3   |
| AG                 | 3                  | Anthony Randolph   | 2  | 2   | 2   |
| AP                 | 5                  | Rudy Fernández     | 6  | 2   | 2   |
| G                  | 20                 | Jaycee Carroll     | 9  | 2   | 3   |
| C                  | 22                 | Walter Tavares     | 5  | 0   | 0   |
| P                  | 23                 | Sergio Llull       | 16 | 0   | 5   |
| AG                 | 33                 | Trey Thompkins     | 12 | 6   | 1   |
| Allenatore:        |                    |                    |    |     |     |
| Pablo Laso         |                    |                    |    |     |     |

## Finali

### Finale 3º/4º posto
| Arbitri: | Daniel Hierrezuelo Elias Koromilas Robert Lottermoser |

|                                           |            |                                                       |
| Hunter, Kulagin 14 Higgins 12 Rodríguez 9 | Punti      | 15 Jankūnas, Micić 14 Ulanovas 9 Kavaliauskas, Pangos |
| Hines, Kurbanov, Rodríguez 3              | Assist     | 4 Micić, Pangos                                       |
| Hunter 8                                  | Rimbalzi   | 7 White                                               |
| Dīmītrīs Itoudīs                          | Allenatori | Šarūnas Jasikevičius                                  |

| Quintetto titolare | Quintetto titolare | Quintetto titolare | Pt | Rim | Ass |
| ------------------ | ------------------ | ------------------ | -- | --- | --- |
| P                  | 13                 | Sergio Rodríguez   | 9  | 1   | 3   |
| G                  | 22                 | Cory Higgins       | 12 | 3   | 0   |
| AP                 | 41                 | Nikita Kurbanov    | 0  | 0   | 3   |
| AG                 | 11                 | Semën Antonov      | 0  | 0   | 1   |
| C                  | 44                 | Othello Hunter     | 14 | 8   | 0   |
| Panchina:          |                    |                    |    |     |     |
| P                  | 1                  | Nando de Colo      | 5  | 1   | 2   |
| C                  | 3                  | Victor Rudd        | 7  | 1   | 1   |
| G                  | 7                  | Vitalij Fridzon    | 5  | 0   | 0   |
| AP                 | 21                 | Will Clyburn       | 2  | 3   | 1   |
| AG                 | 30                 | Michail Kulagin    | 14 | 2   | 1   |
| AG                 | 31                 | Viktor Chrjapa     | 3  | 1   | 0   |
| C                  | 42                 | Kyle Hines         | 6  | 3   | 3   |
| Allenatore:        |                    |                    |    |     |     |
| Dīmītrīs Itoudīs   |                    |                    |    |     |     |

| CSKA Mosca |  | Žalgiris |

| CSKA Mosca    | Statistiche        | Žalgiris      |
| ------------- | ------------------ | ------------- |
|               | Statistiche        |               |
| 15/36 (41,7%) | Tiro da 2          | 25/43 (58,1%) |
| 12/28 (42,9%) | Tiro da 3          | 5/11 (45,5%)  |
| 13/24 (54,2%) | Tiri liberi        | 14/21 (66,7%) |
| 13            | Rimbalzi offensivi | 10            |
| 18            | Rimbalzi difensivi | 27            |
| 31            | Rimbalzi totali    | 37            |
| 15            | Assist             | 16            |
| 9             | Palle perse        | 19            |
| 8             | Palle rubate       | 1             |
| 5             | Stoppate           | 1             |
| 23            | Falli              | 25            |

| Quintetto titolare   | Quintetto titolare | Quintetto titolare   | Pt   | Rim  | Ass  |
| -------------------- | ------------------ | -------------------- | ---- | ---- | ---- |
| P                    | 3                  | Kevin Pangos         | 9    | 1    | 4    |
| G                    | 92                 | Edgaras Ulanovas     | 14   | 1    | 0    |
| AP                   | 6                  | Axel Toupane         | 6    | 4    | 0    |
| AG                   | 13                 | Paulius Jankūnas     | 15   | 5    | 2    |
| C                    | 0                  | Brandon Davies       | 2    | 4    | 1    |
| Panchina:            |                    |                      |      |      |      |
| P                    | 9                  | Beno Udrih           | 2    | 2    | 2    |
| C                    | 19                 | Martynas Sajus       | n.e. | n.e. | n.e. |
| G                    | 21                 | Artūras Milaknis     | 3    | 3    | 1    |
| G                    | 22                 | Vasilije Micić       | 15   | 4    | 4    |
| AG                   | 30                 | Aaron White          | 4    | 7    | 2    |
| C                    | 44                 | Antanas Kavaliauskas | 9    | 5    | 0    |
| P                    | 66                 | Paulius Valinskas    | n.e. | n.e. | n.e. |
| Allenatore:          |                    |                      |      |      |      |
| Šarūnas Jasikevičius |                    |                      |      |      |      |

### Finale
| Arbitri: | Luigi Lamonica Borys Ryzhyk Olegs Latisevs |

|                                   |            |                                    |
| Causeur 17 Dončić 15 Thompkins 10 | Punti      | 28 Melli 14 Wanamaker 8 Düverioğlu |
| Dončić 4                          | Assist     | 5 Wanamaker                        |
| Fernández, Tavares, Thompkins 5   | Rimbalzi   | 6 Melli                            |
| Pablo Laso                        | Allenatori | Željko Obradović                   |

| Quintetto titolare | Quintetto titolare | Quintetto titolare | Pt | Rim | Ass |
| ------------------ | ------------------ | ------------------ | -- | --- | --- |
| G                  | 1                  | Fabien Causeur     | 17 | 2   | 2   |
| P                  | 7                  | Luka Dončić        | 15 | 3   | 4   |
| AG                 | 9                  | Felipe Reyes       | 6  | 3   | 0   |
| G                  | 11                 | Facundo Campazzo   | 0  | 1   | 0   |
| C                  | 14                 | Gustavo Ayón       | 4  | 2   | 1   |
| Panchina:          |                    |                    |    |     |     |
| AG                 | 3                  | Anthony Randolph   | 3  | 1   | 0   |
| AP                 | 5                  | Rudy Fernández     | 5  | 5   | 3   |
| G                  | 20                 | Jaycee Carroll     | 9  | 0   | 0   |
| C                  | 22                 | Walter Tavares     | 8  | 5   | 2   |
| P                  | 23                 | Sergio Llull       | 5  | 0   | 2   |
| AG                 | 33                 | Trey Thompkins     | 10 | 5   | 1   |
| AP                 | 44                 | Jeffery Taylor     | 3  | 3   | 1   |
| Allenatore:        |                    |                    |    |     |     |
| Pablo Laso         |                    |                    |    |     |     |

| Real Madrid |  | Fenerbahçe |

| Real Madrid   | Statistiche        | Fenerbahçe    |
| ------------- | ------------------ | ------------- |
|               | Statistiche        |               |
| 16/32 (50%)   | Tiro da 2          | 21/39 (53,8%) |
| 9/21 (42,9%)  | Tiro da 3          | 7/20 (35%)    |
| 26/34 (76,5%) | Tiri liberi        | 17/20 (85%)   |
| 13            | Rimbalzi offensivi | 10            |
| 24            | Rimbalzi difensivi | 19            |
| 37            | Rimbalzi totali    | 29            |
| 16            | Assist             | 17            |
| 11            | Palle perse        | 12            |
| 8             | Palle rubate       | 4             |
| 3             | Stoppate           | 2             |
| 26            | Falli              | 27            |

| Vincitrice Euroleague Basketball 2017-2018 |
| ------------------------------------------ |
| Real Madrid 10º titolo                     |

| Quintetto titolare | Quintetto titolare | Quintetto titolare | Pt   | Rim  | Ass  |
| ------------------ | ------------------ | ------------------ | ---- | ---- | ---- |
| P                  | 11                 | Brad Wanamaker     | 14   | 5    | 5    |
| G                  | 23                 | Marko Gudurić      | 0    | 1    | 2    |
| AG                 | 24                 | Jan Veselý         | 3    | 5    | 2    |
| AP                 | 33                 | Nikola Kalinić     | 7    | 3    | 1    |
| C                  | 44                 | Ahmet Düverioğlu   | 8    | 1    | 0    |
| Panchina:          |                    |                    |      |      |      |
| AG                 | 1                  | Jason Thompson     | 0    | 0    | 0    |
| AG                 | 4                  | Nicolò Melli       | 28   | 6    | 1    |
| G                  | 10                 | Melih Mahmutoğlu   | n.e. | n.e. | n.e. |
| P                  | 16                 | Kōstas Sloukas     | 7    | 1    | 4    |
| AP                 | 21                 | James Nunnally     | 0    | 0    | 1    |
| P                  | 35                 | Ali Muhammed       | 7    | 2    | 1    |
| AP                 | 70                 | Luigi Datome       | 6    | 2    | 0    |
| Allenatore:        |                    |                    |      |      |      |
| Željko Obradović   |                    |                    |      |      |      |